# Paddy Clarke ah ah ah!
Paddy Clarke ah ah ah! (Paddy Clarke Ah Ah Ah) è un romanzo scritto dallo scrittore irlandese Roddy Doyle pubblicato per la prima volta nel 1993 dalla casa editrice Secker and Warburg. Nello stesso anno ha vinto il Booker Prize.
Il romanzo è ambientato del 1968 a Barrytown, nel nord di Dublino. Il protagonista è un bambino di dieci anni e il romanzo racconta gli eventi che accadono alla sua famiglia, nel suo gruppo di amici e a scuola.

## Trama
Patrick "Paddy" Clarke è un ragazzino di dieci anni che vive a Barrytown negli anni sessanta. Le vicende narrate riguardano i rapporti familiari e le amicizie di Paddy: l'amicizia con Kevin, il rapporto con Francis ribattezzato Sinbad, suo fratello minore che Paddy odia, i compagni di scuola, gli insegnanti e i suoi genitori. Il padre di Paddy abbandona la famiglia e Paddy deve perciò assumersi alcune responsabilità da adulto.

## Linguaggio e struttura della trama
Il romanzo è particolare soprattutto per il linguaggio utilizzato dallo scrittore. Il libro infatti sembra essere stato scritto realmente da un bambino irlandese che proviene dagli anni sessanta. Il romanzo non è diviso in capitoli e non segue l'ordine cronologico degli eventi. Oltre a non esserci capitoli la trama non è composta da un'introduzione, una rottura dell'equilibrio un climax ecc., nonostante ciò percepiamo comunque i susseguirsi di cambiamenti nella vita di Paddy e nella città in cui vive. 

## Edizioni
- Roddy Doyle, Paddy Clarke ah ah ah!, Guanda, 1998,  p. 285.